# Warschauer Strasse
Warschauer Strasse är en huvudgata i Berlins stadsdel Friedrichshain. Den är uppkallad efter Polens huvudstad Warszawa och är 1,6 kilometer lång. De flesta byggnader vid gatan tillkom kort efter 1874. Warschauer Strasse är även namnet på en tunnelbane- samt pendeltågsstation, Bahnhof Berlin Warschauer Strasse.
Gatan återfanns i Hobrechtplanen 1864 och skulle bli en del av det ringsystem som skulle byggas i Berlin efter Paris som förebild; förlängningen av gatan åt nordväst utgörs av Petersburger Strasse och Danziger Strasse som anlades vid samma tid. Hela ringsystemet kom dock aldrig att bli verklighet. 23 februari 1874 fick gatan namnet Warschauer Straße.

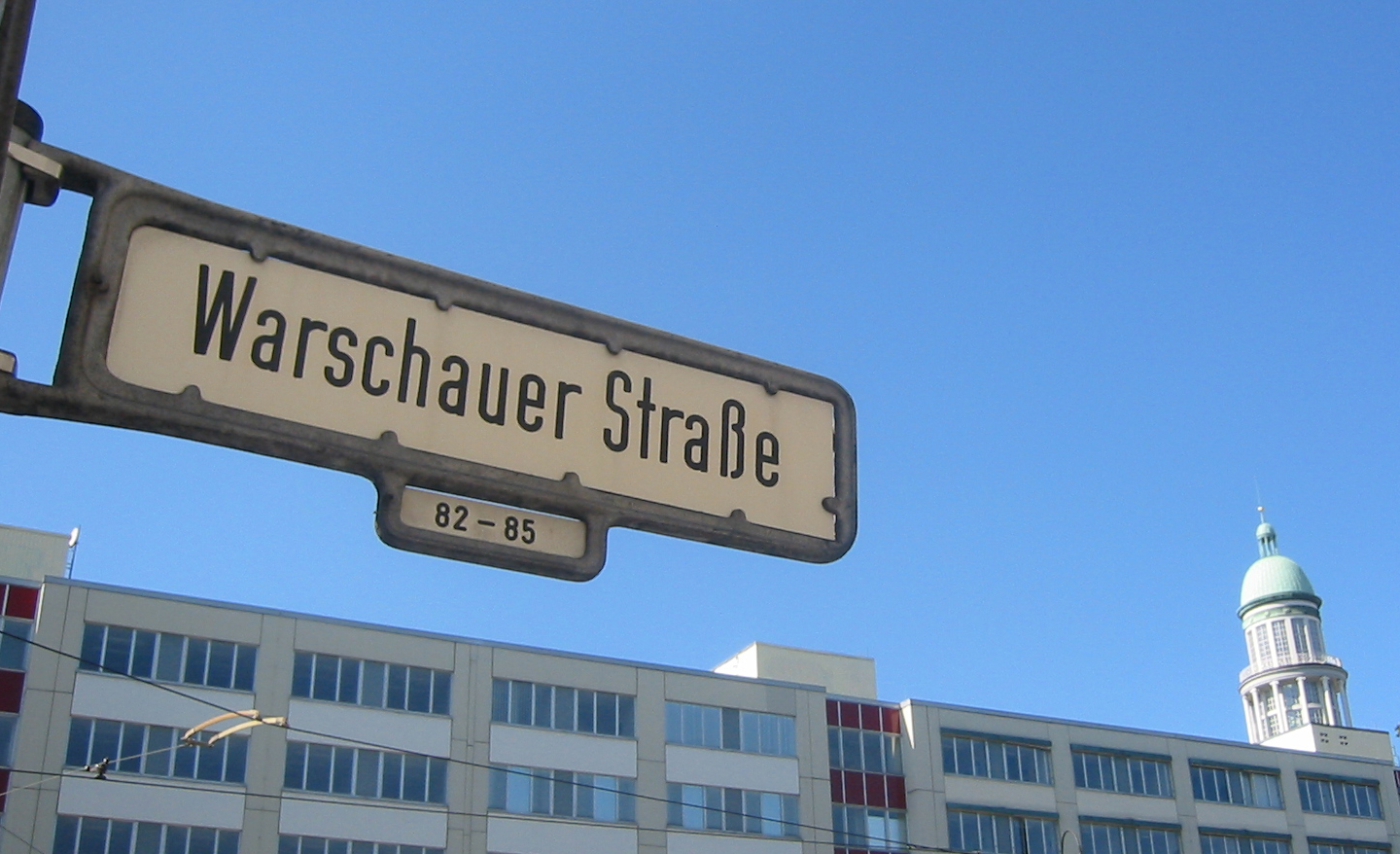
Warschauer Strasse vid Frankfurter Tor.
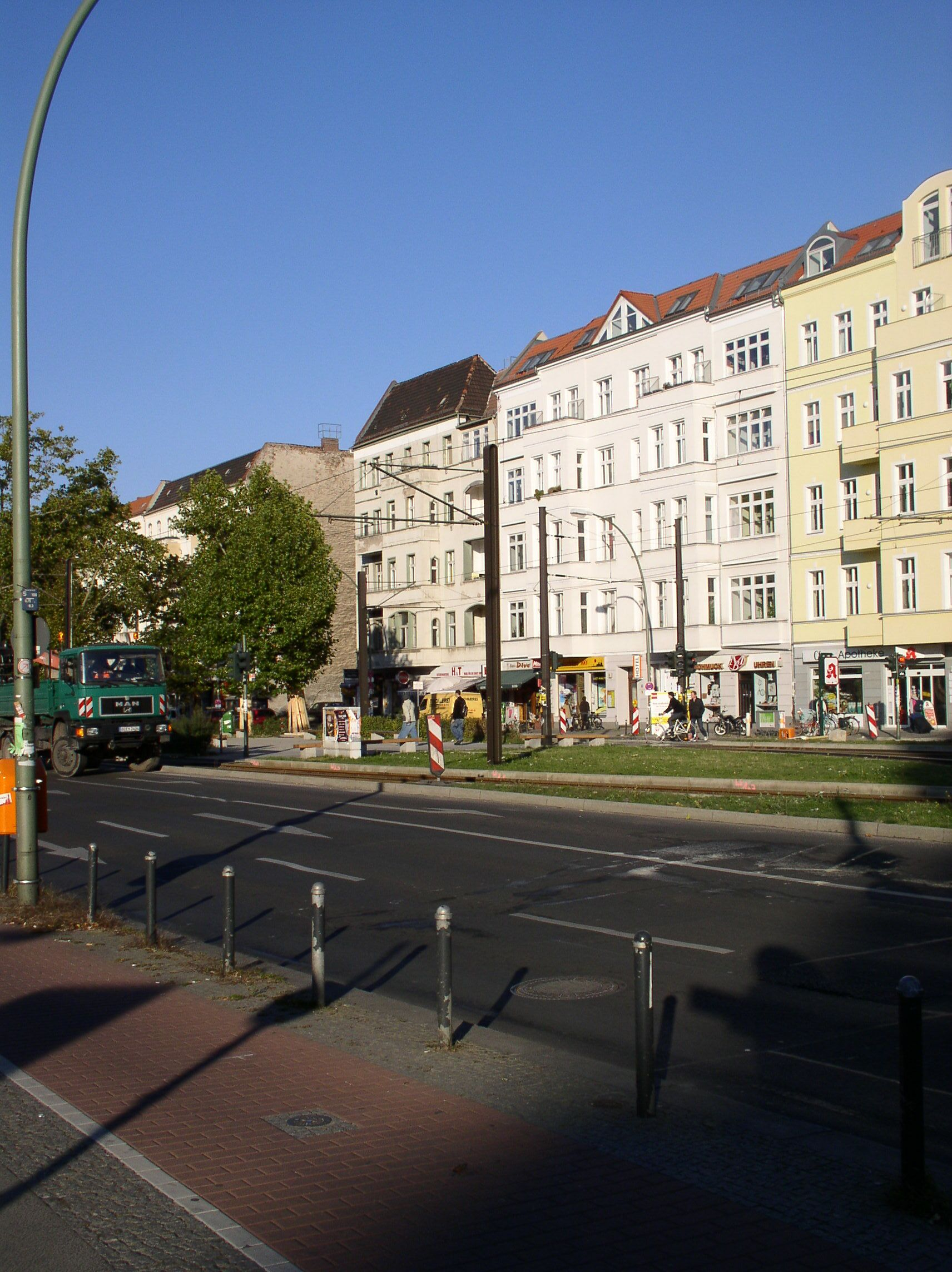
Del av Warschauer Strasse
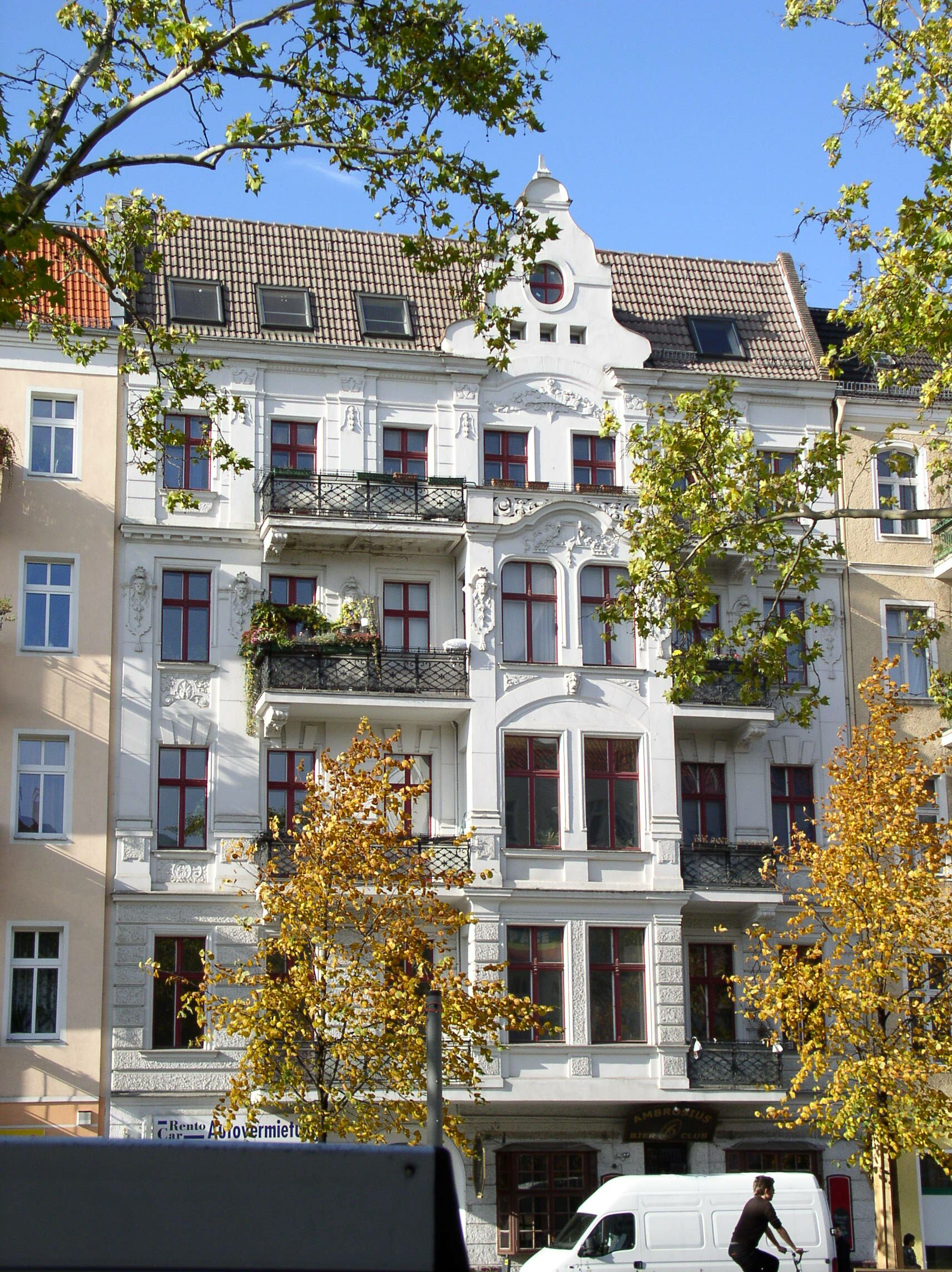
Hus på Warschauer Strasse